# 聶傳曾
聶傳曾（?—?），江西省清江縣人，清朝政治人物、進士出身。
光緒三十年，會試第84名；殿試登進士三甲第29名，后分發為知縣。1909年，擔任江西省諮議局議員。